# 田园沙拉酱
田园沙拉酱（英文：Ranch Dressing），又称牧场沙拉酱或乡村沙拉酱，是一种美式的沙拉调味酱，通常是由酪乳、盐、大蒜、洋葱、芥末、香草（一般是细香葱、欧芹和莳萝）和香料（一般是黑胡椒粉，红甜椒粉和芥末籽粉）与蛋黄酱混合制作而成的。有时酸奶油和酸奶会被用来代替配料中的酪乳和蛋黄酱。 
自1992年这种酱汁的销量超过意大利风沙拉酱以来，田园沙拉酱一直是美国最畅销的沙拉酱。 在美国，它还常被用做小食（比如薯片）的蘸料或者其他料理中的调味料。 根据2017年的一项研究，40%的美国人将田园沙拉酱视作最喜爱的酱汁。

## 历史
这种酱汁是由一位叫史蒂夫·汉森 （Steve Henson）的水管工在1950年代初期于阿拉斯加的一个偏远地区担任承包商时候发明的。1954年，史蒂夫和他的妻子在加州圣巴巴拉县开了一家名叫隐谷牧场（Hidden Valley Ranch）的农家乐式牧场。由于田园沙拉酱很受游客欢迎，汉森夫妻开始向游客销售这种酱汁。随着需求的上升，夫妻开了工厂用于大量生产田园沙拉酱，这种酱汁逐渐风靡全美国。 